# Restorffs Bryggjarí
Restorffs Bryggjarí i Tórshavn var Færøernes ældste bryggeri, og ved siden af Föroya Bjór også landets eneste.
Bryggeriet blev grundlagt af M.C. Restorff, nedstammende fra en tysk slægt, der kom til Færøerne i 1848 som bagerlærling. Alle bryggeriets etiketter var præget med årstallet 1849. Dette henviste ikke til årstallet for bryggeriets etablering, men det år grundlæggeren begyndte at arbejde som bager for den Danske Kongelige Enehandel. Indtil monopolhandelen blev ophævet i 1856, var der totalt alkoholforbud på Færøerne. M.C. Restorff kan derfor kun have etableret sit bryggeri efter 1856. 
I 1960'erne og 1970'erne bryggedes flere forskellige lyse pilsnerøl, maltøl og hvidtøl. Efter ændringen af den færøske alkohollov i 1980 påbegyndtes brygning af stærkere øltyper så som Pilsnar og Gull. Indtil 2002 var bryggeriet familieejet. Familien Restorff er en af de mest indflydelsesrige på Færøerne og ejede også Hotel Hafnia. To privatpersoner overtog bryggeriet i 2002, og der påbegyndtes brygning af nye øltyper bl.a. Mungát, – et navn for færøsk øl, som allerede findes i fårebrevet fra 1298, en ny pilsner brygget med bl.a Carlsberg-gær og den mørke guldøl Skarv. Pga. dårlig økonomi indstilledes i 2005 produktionen af sodavand. Der skulle fremover kun fokuseres på ølbrygning. Sodavandsproduktionen var dog hovedårsagen til bryggeriets overlevelse i mange år. Nogle enkelte mærker produceredes på licens i Klaksvík af bryggeriet Föroya Bjór, der senere opkøbte mærkerne. Bryggeriet blev sat til salg i januar 2007, og ved lukningen i august 2007 bryggedes 9 forskellige øltyper. 
Restorffs Bryggjarí var et af de ældste bryggerier i det danske kongerige, og samtidig et af de mindste. Det kunne faktisk betegnes som et mikrobryggeri. 

## Øl
- Jóla Gull 5.7% alc. vol.
- Jólatrøllið (2002) 5.7% alc. vol.: Erstattede Jóla Gull.
- Jóla Øl
- Mungát (2002): 5,7% alc. vol.
- Ólavsøku Gull 5.7% alc. vol. Brygget til færøernes nationaldag den 29. juli, Ólavsøka, for at mindes Olav Den Hellige (Olav den 2.) af Norge, som døde i kamp den 29. juli 1030. Han kristnede Færøerne i den 11. århundrede. Den 29. juli er samtidig dagen, hvor det det færøske lagting åbner for at begynde et nyt lagtingsår.
- Páska Bryggj 5.7% alc. vol.
- Restorffs Gull 5.7% alc. vol. Bryggeriets mest solgte øl.
- Restorffs Pilsnar (2002) 4,6% alc. vol.: Erstattede Silvur.
- Silvur, 4,6% alc. vol.: Lætt pilsnar øl.
- Skarv, 5,7% alc. vol.: Hálv myrkt gull øl.
- Tarvur Nýpilsnar (2002) 4,6% alc. vol.: Erstattede Silvur.
- Skansa Øl, 4,6% alc. vol: Hálv myrkt pilsnar øl.
- Vargur (2002) 5.7% alc. vol.
- Víkingur: lys pilsner.

## Sodavand
- Apollinaris.
- Apollo HAWAII Dream: Ananas
- ASSU: Appelsin
- Club Soda.
- Hindbær.
- Kola.
- Peru, bliver nu fremstillet af Föroya Bjór.
- SISU: Citron, bliver nu fremstillet af Föroya Bjór.
- Sport Vatn.

Restorffs Bryggjarí fremstillede i 1960'erne og 1970'erne Pepsi Cola på licens.